# Hội nghị Luân Đôn 1832
Hội nghị Luân Đôn 1832 là một cuộc hội nghị quốc tế diễn ra để thành lập một chính phủ ổn định ở Hy Lạp. Các cuộc đàm phán giữa ba cường quốc (Anh, Pháp và Nga) dẫn đến việc thành lập Vương quốc Hy Lạp dưới quyền của một Othon của Hy Lạp. Các quyết định đã được phê chuẩn trong Hiệp ước Constantinople vào cuối năm đó. Hiệp ước tuân theo Công ước Akkerman trước đó đã công nhận một sự thay đổi lãnh thổ khác ở Balkan, quyền thống trị của Công quốc Serbia.